# Mistrovství Evropy juniorů v ledním hokeji 1988
Mistrovství Evropy juniorů v ledním hokeji 1988 byl 21. ročník této soutěže. Turnaj hostila od 9. do 17. dubna československá města Frýdek-Místek, Olomouc, Přerov a Vsetín. Hráli na něm hokejisté narození v roce 1970 a mladší.

## Výsledky

### Základní skupiny
| Poř. | Tým       | FIN  | SWE  | SUI  | ROM  | Z | V | R | P | Skóre | B |
| 1.   | Finsko    | —    | 7:3  | 11:1 | 18:0 | 3 | 3 | 0 | 0 | 36:4  | 6 |
| 2.   | Švédsko   | 3:7  | —    | 9:4  | 21:0 | 3 | 2 | 0 | 1 | 28:10 | 4 |
| 3.   | Švýcarsko | 1:11 | 4:9  | —    | 4:2  | 3 | 1 | 0 | 2 | 9:22  | 2 |
| 4.   | Rumunsko  | 0:18 | 0:21 | 2:4  | —    | 3 | 0 | 0 | 3 | 2:43  | 0 |

| Poř. | Tým           | URS  | TCH  | NOR  | POL  | Z | V | R | P | Skóre | B |
| 1.   | Sovětský svaz | —    | 6:4  | 9:0  | 12:0 | 3 | 3 | 0 | 0 | 27:4  | 6 |
| 2.   | ČSSR          | 4:6  | —    | 11:1 | 6:0  | 3 | 2 | 0 | 1 | 21:7  | 4 |
| 3.   | Norsko        | 0:9  | 1:11 | —    | 7:3  | 3 | 1 | 0 | 2 | 8:23  | 2 |
| 4.   | Polsko        | 0:12 | 0:6  | 3:7  | —    | 3 | 0 | 0 | 3 | 3:25  | 0 |

### Finálová skupina
Vzájemné výsledky ze základních skupin se započetly postupujícím i do finálové. Umístění v této skupině bylo konečným výsledkem mužstev na turnaji
| Poř. | Tým           | TCH    | FIN    | URS   | SWE   | NOR    | SUI    | Z | V | R | P | Skóre | B |
| 1.   | ČSSR          | —      | 5:3    | (4:6) | 6:2   | (11:1) | 10:1   | 5 | 4 | 0 | 1 | 36:13 | 8 |
| 2.   | Finsko        | 3:5    | —      | 3:2   | (7:3) | 7:1    | (11:1) | 5 | 4 | 0 | 1 | 31:12 | 8 |
| 3.   | Sovětský svaz | (6:4)  | 2:3    | —     | 3:3   | (9:0)  | 12:1   | 5 | 3 | 1 | 1 | 32:11 | 7 |
| 4.   | Švédsko       | 2:6    | (3:7)  | 3:3   | —     | 8:2    | (9:4)  | 5 | 2 | 1 | 2 | 25:22 | 5 |
| 5.   | Norsko        | (1:11) | 1:7    | (0:9) | 2:8   | —      | 11:2   | 5 | 1 | 0 | 4 | 15:37 | 2 |
| 6.   | Švýcarsko     | 1:10   | (1:11) | 1:12  | (4:9) | 2:11   | —      | 5 | 0 | 0 | 5 | 9:53  | 0 |

### O 7. místo
Rumunsko -  Polsko 2:1 na zápasy (7:3, 1:6, 3:2 po pr.)
 Polsko sestoupilo z elitní skupiny.

## Turnajová ocenění
|                            | Brankář         | Obránce       | Obránce      | Útočníci       | Útočníci       | Útočníci       |
| -------------------------- | --------------- | ------------- | ------------ | -------------- | -------------- | -------------- |
| Ceny direktoriátu IIHF     | Henry Eskelinen | Sergej Zubov  | Sergej Zubov | Petri Aaltonen | Petri Aaltonen | Petri Aaltonen |
| All-Star Tým (podle médií) | Roman Turek     | Jiří Vykoukal | Sergej Zubov | Teemu Selänne  | Robert Reichel | Pavel Bure     |

### Produktivita
|                  | G  | A | B  |
| ---------------- | -- | - | -- |
| Teemu Selänne    | 7  | 9 | 16 |
| Daniel Rydmark   | 10 | 5 | 15 |
| Niklas Andersson | 4  | 9 | 13 |
| Robert Reichel   | 8  | 4 | 12 |
| Keijo Säilynoja  | 8  | 4 | 12 |

## Mistři Evropy - ČSSR
Brankáři: Roman Turek, Robert Horyna, Zdeněk Orct

Obránci: Jiří Vykoukal, Richard Šmehlík, Ján Varholík, Martin Bakula, Daniel Stanček, Pavol Sýkorčin, Matej Bukna

Útočníci: Robert Reichel, Robert Holík, Luboš Rob, Pavol Zůbek, Peter Zůbek, Roman Kontšek, Ladislav Karabín, Miroslav Mach, David Čermák, Petr Bareš, Marián Uharček, Vratislav Kupka, Josef Vimmer.

## Nižší skupiny

### B skupina
Šampionát B skupiny se odehrál v Briançonu ve Francii, postup na mistrovství Evropy juniorů 1989 si vybojovali Západní Němci. Naopak sestoupili Britové.
1.  SRN

2.  Rakousko

3.  Jugoslávie

4.  Dánsko

5.  Itálie

6.  Francie

7.  Nizozemí

8.  Velká Británie

### C skupina
Šampionát C skupiny se odehrál v San Sebastiánu ve Španělsku, vyhráli jej Bulhaři.
1.  Bulharsko

2.  Španělsko

3.  Maďarsko

4.  Belgie